# 粒突箱鲀
粒突箱鲀（学名：Ostracion cubicus），俗名木瓜，为輻鰭魚綱魨形目箱鲀科的其中一種。

## 分布

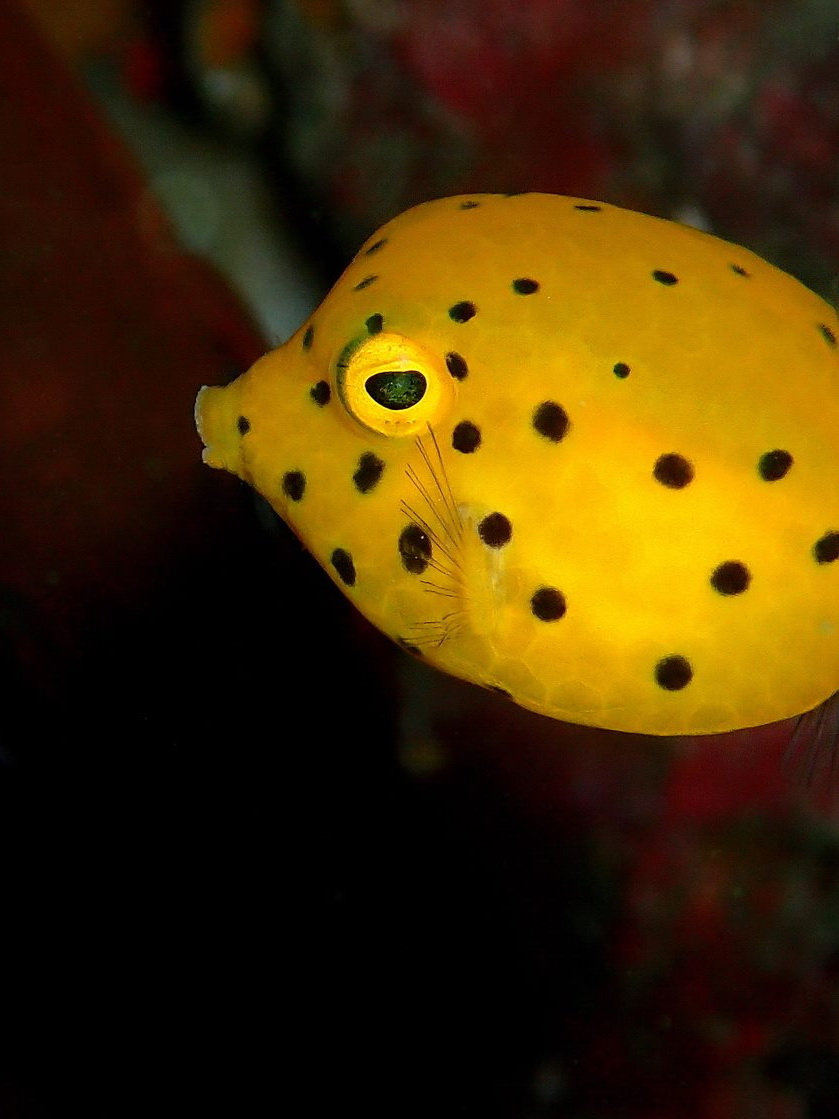
粒突箱魨的幼魚。此相片拍攝地點在台灣東北角的鼻頭公園海灣。

本魚分布于印度太平洋區，包括東非、南非、馬達加斯加、模里西斯、紅海、塞席爾群島、留尼旺、馬爾地夫、聖誕島、印度、斯里蘭卡、緬甸、台灣、泰國、中國、韓國、日本、菲律賓、越南、泰國、馬來西亞、印尼、關島、庫克群島、新幾內亞、澳洲、密克羅尼西亞、馬里亞納群島、新喀里多尼亞、薩摩亞群島、東加、萬那杜、法屬波里尼西亞等海域。该物种的模式产地在印度。

## 深度
水深1至280公尺。

## 特徵
本魚略呈正立方體；口小，唇厚略突出。魚唇後之體甲前端開口直徑約與眼窩相等，吻背部淺凹，體長為體高3倍，鱗片特化成骨質盾板的堅硬外殼，表皮粗糙。幼魚體色成鮮豔的金黃色，身上遍佈黑色的圓形黑斑，似一顆黃底黑斑的小圓球，隨成長變為黃棕色；特別是雄魚體帶藍灰色，具有許多大黑點，骨板的接縫為黃褐色，因此形成許多六角形花紋，雌魚則略帶橄欖色，背鰭軟條8-9枚、臀鰭軟條9枚，體長可達45公分。

## 生態
本魚棲息於潟湖或珊瑚礁區，通常獨居，性情膽小且遲鈍，受驚嚇時體會分泌毒素。屬雜食性，以藻類和小型無脊椎動物等為食，繁殖發生在春季，以由1隻雄魚和2-4隻雌魚組成的小群體進行，產浮游性卵。

## 經濟利用
可食用，但須去除內臟，多做為觀賞魚，特別是顯色較黃的幼魚個體，俗稱金木瓜。幼魚的模樣十分可愛，因此深受世界各地水中攝影師的喜愛。 但也由於牠逗趣的模樣，而成為觀賞魚的明星魚種。

## 扩展阅读
維基物種上的相關：粒突箱鲀